# (74254) 1998 SA75
(74254) 1998 SA75 – planetoida z pasa głównego asteroid okrążająca Słońce w ciągu 4,43 lat w średniej odległości 2,7 j.a. Odkryta 21 września 1998 roku.